# 門別薫
門別 薫（もんべつ かおる、1922年〈大正11年〉9月4日 - 2018年〈平成30年〉10月1日）は、昭和後期から平成時代にかけて活躍した日本の社会活動家。北海道出身、アイヌ民族。

## 人物・略歴
小冊子『アイヌの叫び』の著者貝澤藤蔵と川村コヨの長男。日高管内の沙流郡平取町生まれ。北海道旭川東高等学校（旧制旭川中学）卒業。
1939年（昭和14年）から朝鮮の炭鉱会社で働いた。戦後は旭川営林局にはいり、測量審査などにあたる一方、人権擁護委員も務めた。1972年（昭和47年）10月、旭川市で起こった「風雪の群像・北方文化研究施設爆破事件」を機に旭川アイヌ協議会の創設に尽力し、その初代会長となった。1975年（昭和50年）、北海道アイヌ文化伝承保存会副会長となった。アイヌ文化の保存とアイヌ差別撤廃、アイヌの社会的地位の向上に力を注いだ。そうしたなか、北海道旧土人保護法はアイヌ差別の根源であると主張、巧みな弁舌と強い信念で同法の撤廃運動の展開をリードし、1997年（平成9年）の撤廃にこぎつけた。